# Eubazus regularis
Eubazus regularis är en stekelart som beskrevs av Van Achterberg 2000. Eubazus regularis ingår i släktet Eubazus och familjen bracksteklar. Inga underarter finns listade i Catalogue of Life.